# Rajon Kalantschak
Der Rajon Kalantschak (ukrainisch Каланчацький район/Kalantschazkyj rajon; russisch Каланчакский район/Kalantschakski rajon) war einer der 18 Rajone der Oblast Cherson im Süden der Ukraine. Zentraler Ort des Rajons war die namensgebende Siedlung städtischen Typs Kalantschak.

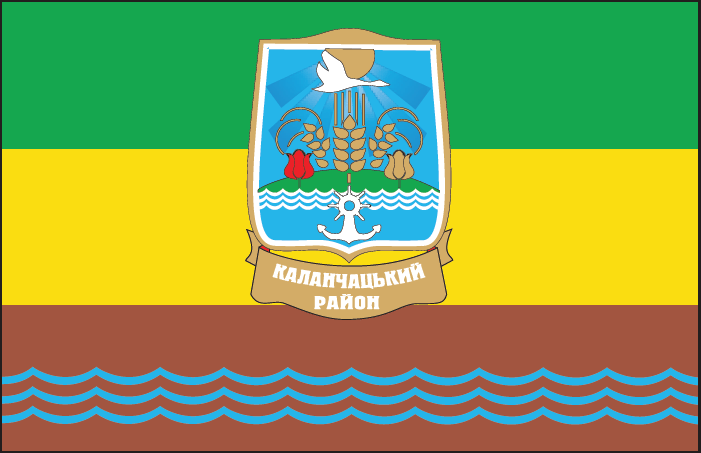
Flagge des Rajons

## Geschichte
Der Rajon Kalantschak wurde 1939 gegründet, vorher war das Gebiet auf die Rajone Tschaplynka und Chorly aufgeteilt. Nach der Besetzung durch deutsche Truppen wurde das Rajonsgebiet 1942 in das Reichskommissariat Ukraine eingegliedert und lag  im Generalbezirk Krim (Teilbezirk Taurien), Kreisgebiet Kachowka. Nach dem Ende des Zweiten Weltkriegs kam es wieder zur Sowjetunion/Ukrainische SSR, seit 1991 ist er Teil der heutigen Ukraine.
Am 17. Juli 2020 kam es im Zuge einer großen Rajonsreform zum Anschluss des Rajonsgebietes an den Rajon Skadowsk.

## Geographie
Der ehemalige Rajonsgebeit grenzt im Süden an das Schwarze Meer und die Krim (Landenge von Perekop), wird vom Nord-Krim-Kanal und dem Tschaplynka-Kanal durchflossen, geht im Norden und Osten in die ukrainische Steppenlandschaft über, dabei ergeben sich Höhenlagen zwischen 5 und 25 Metern und er wird durch das Schwarzmeertiefland geprägt.
Der Rajon grenzte im Nordwesten auf einem kurzen Stück an den Rajon Oleschky, im Nordosten und Osten an den Rajon Tschaplynka, im Südosten an die Autonome Republik Krim (Rajon Krasnoperekopsk) sowie im Westen an den Rajon Skadowsk.

## Administrative Gliederung
Auf kommunaler Ebene war der Rajon in 2 Siedlungsratsgemeinden und 10 Landratsgemeinden unterteilt, denen jeweils einzelne Ortschaften untergeordnet waren.
Zum Verwaltungsgebiet gehörten:
- 2 Siedlungen städtischen Typs
- 19 Dörfer
- 1 Siedlung

### Siedlungen städtischen Typs
| Siedlungen städtischen Typs | Siedlungen städtischen Typs | Siedlungen städtischen Typs |
| Name                        | Name                        | Name                        |
| ukrainisch transkribiert    | ukrainisch                  | russisch                    |
| --------------------------- | --------------------------- | --------------------------- |
| Kalantschak                 | Каланчак                    | Каланчак                    |
| Myrne                       | Мирне                       | Мирное (Mirnoje)            |

### Dörfer und Siedlungen
| Dörfer                                         | Dörfer                        | Dörfer                                            | Dörfer            |
| Name                                           | Name                          | Name                                              | Gemeindezuordnung |
| ukrainisch transkribiert                       | ukrainisch                    | russisch                                          | Gemeindezuordnung |
| ---------------------------------------------- | ----------------------------- | ------------------------------------------------- | ----------------- |
| Babenkiwka Druha                               | Бабенківка Друга              | Бабенковка Вторая (Babenkowka Wtoraja)            | Prywillja         |
| Babenkiwka Perscha                             | Бабенківка Перша              | Бабенковка Первая (Babenkowka Perwaja)            | Hawryliwka Druha  |
| Chorly                                         | Хорли                         | Хорлы                                             | Chorly            |
| Hawryliwka Druha                               | Гаврилівка Друга              | Гавриловка Вторая (Gawrilowka Wtoraja)            | Hawryliwka Druha  |
| Kajirka                                        | Каїрка                        | Каирка (Kajirka)                                  | Preobraschenka    |
| Makariwka                                      | Макарівка                     | Макаровка (Makarowka)                             | Preobraschenka    |
| Maxyma Horkoho                                 | Максима Горького              | Максима Горького (Maxima Gorkogo)                 | Prywillja         |
| Nowokyjiwka                                    | Новокиївка                    | Новокиевка (Nowokijewka)                          | Nowokyjiwka       |
| Nowooleksandriwka                              | Новоолександрівка             | Новоалександровка (Nowoalexandrowka)              | Nowooleksandriwka |
| Nowopawliwka                                   | Новопавлівка                  | Новопавловка (Nowopawlowka)                       | Nowopawliwka      |
| Oleksandriwka                                  | Олександрівка                 | Александровка (Alexandrowka)                      | Oleksandriwka     |
| Oleksijiwka                                    | Олексіївка                    | Алексеевка (Alexejewka)                           | Oleksijiwka       |
| Pamjatnyk                                      | Пам'ятник                     | Памятник (Pamjatnik)                              | Preobraschenka    |
| Poljowe                                        | Польове                       | Полевое (Polewoje)                                | Preobraschenka    |
| Preobraschenka (bis 2016 Tscherwonyj Tschaban) | Преображенка (Червоний Чабан) | Преображенка/Червоный Чабан (Tscherwony Tschaban) | Preobraschenka    |
| Prymorske                                      | Приморське                    | Приморское (Primorskoje)                          | Oleksijiwka       |
| Prywillja                                      | Привілля                      | Приволье (Priwolje)                               | Prywillja         |
| Stawky                                         | Ставки                        | Ставки (Stawki)                                   | Preobraschenka    |
| Werbowe                                        | Вербове                       | Вербовое (Werbowoje)                              | Prywillja         |
| Siedlungen                                     |                               |                                                   |                   |
| Rosdolne                                       | Роздольне                     | Раздольное (Rasdolnoje)                           | Rosdolne          |